# جاكي مانويل
جاكي مانويل (29 مارس 1983 بويست بالم بيتش في الولايات المتحدة - ) (بالإنجليزية: Jackie Manuel)‏ هو لاعب كرة سلة أمريكي في مركز مدافع مسدد الهدف. لعب مع آيوا إنرجي وإري بايهوكس ولوس أنجلوس ديفيندرز.

## وصلات خارجية
- جاكي مانويل على موقع كرة السلة الأوروبية.كوم (الإنجليزية)
- جاكي مانويل على موقع كلية كرة السلة في سبورتس رفرنس.كوم (الإنجليزية)
- جاكي مانويل على موقع ريلجم (الإنجليزية)
- جاكي مانويل على موقع بروبوليرز (الإنجليزية)
- جاكي مانويل على موقع سبورتس رفرنس (الإنجليزية)